# Albert Naveau
Albert Naveau (Chimay, 1906 - ca. 1986) was pastoor van Meer.
Pastoor Naveau werd geboren in Wallonië, maar zijn familie kwam oorspronkelijk van Boechout. Eind jaren 1930 kocht onderpastoor Albert Naveau het landhuis, de kapel met bijgebouwen en het park van domein Maxburg. Hij bracht er een bewaarschool, een vakantieverblijf en een natuurhistorisch museum in onder. De verzameling opgezette vogels verhuisde later naar het Provinciaal Natuurmuseum te Mol. In Tielen vestigde hij stichting "Werk voor het Oosten" ten voordele van het onderhoud van gebouwen van de christenen in Israël.

## Verplichte tewerkstelling in Duitsland
Tijdens de Tweede Wereldoorlog had pastoor Naveau verschillende bureaus opgezet waarbij hij stukken bos en heide verhuurde om te ontginnen tot land- en tuinbouwgrond. Met een 'teeltplan' konden jongeren bewijzen dat ze aan land- en tuinbouw deden zodat ze vrijgesteld werden van verplichte arbeid in Duitsland. Sommige percelen werden op papier viermaal verhuurd. Pastoor Naveau had als principe; ze kunnen niet meer dan 'neen' zeggen. Als de Duitse instanties een aangifte weigerden dan probeerde hij gewoon de volgende dag opnieuw. Roekeloos zette hij zijn eigen leven op het spel door met veel bluf te onderhandelen over jongeren die in werkkampen in Noord-Frankrijk zaten. Hij had een geheim kantoor bij fietsmaker De bruyn in Meer, bij de familie Segers in de Carnotstraat in Antwerpen en een derde kantoor in Turnhout. Zo kon hij een vrijstelling bekomen voor drieduizend jongeren uit gans Vlaanderen.

## Interview met Rik Schellekens
In 1944 schakelde E.H. Naveau overigens een van de lokale voortvluchtigen in om hem in Meer een handje te helpen. Het was Rik Schellekens uit Hoogstraten die in maart 1944 net 20 jaar was geworden:"Ik kreeg van de Werbestelle in Turnhout een brief dat ik  binnen de drie dagen naar hun moest komen om naar Duitsland te gaan werken. Dan schiet je wel uit je sloffen. Een jaar voordien was ik al gekeurd, maar omdat ik nog studeerde had ik aanvankelijk uitstel gekregen. Ik ben toen bij Naveau geweest en hij wilde mij helpen, maar hij zei dat ik dan bij hem secretaris moest spelen. Ik wist niet goed wat dat inhield. Het ging er allemaal om dat we jongemannen valse bewijzen gaven en valse passen maakten om ze hier te kunnen houden. Ze werden tewerkgesteld bij de Liebig of hier en daar in een fabriek. Allemaal deugnieterij. Op die manier hebben wij honderden mensen thuis kunnen houden van Duitsland. Zo heb ik er een gehad die geboren was in 1921 en hij moest dus naar Duitsland gaan werken. Ik maakte daar een vier van. Hij was voor mij geboren in 1924. Zoiets allemaal. Naveau was met de mensen van de Liebig zo goed bekend dat ze zeiden, laat hem maar komen en dan kregen die onderduikers de nodige bewijzen. We hebben achteraf allebei een diploma en een ereteken gehad voor moed en zelfopoffering. We liepen eigenlijk nogal wat risico's. Als ze Naveau en mij hadden opgepakt dan hadden ze ons onmiddellijk kunnen doodschieten, zonder berechting. Wij waren de oorzaak dat hun arbeid niet werd uitgevoerd. Daar tilden ze zwaar aan. Ik begreep dat toen niet. Zou ik het nu moeten doen, ik zou het van zijn leven nooit meer doen. Mijn vader had eigenlijk moeten zeggen: doe dat niet. Dat is te gevaarlijk.Ik deed het typwerk voor Naveau. Ik reed daar 's morgens naar toe en tegen een uur of drie was ik weer  thuis. Ons kantoor was bij de fietsenmaker in het midden van Meer. Het voorste kamertje hadden wij in gebruik. Er zijn bij ons ook eens mannen binnen gekomen met van die lange jassen. De Gestapo, dacht ik. Ik besefte het gevaar echt niet.